# Амдерма (порт)
Порт Амдерма — морской порт посёлка Амдерма, расположенный на Югорском полуострове в южной части Карского моря. Является морским терминалом морского порта Нарьян-Мар.
Морской порт Амдерма не имеет связи с железнодорожной сетью России. Ближайшая железнодорожная станция — Воркута.

## Навигация
Навигация в порту длится 4 месяца, начиная с июля по октябрь.
В навигацию 2014 года порт не принимал морские суда.

## Администрация и оператор порта
Администрация морского порта — Нарьян-Марский филиал Федерального государственного бюджетного учреждения «Администрация морских портов Западной Арктики».
Перевалкой грузов в порту Нарьян-Мар занимаются ООО «НАО АрктикПорт».
Бывший оператор морского порта — ОАО «Амдерминский морской торговый порт» признано банкротом в 2011 году.

## Производственная инфраструктура
Порт располагает крытыми складами площадью 2000 м², открытой площадкой 6700 м². В разгрузке задействуются: гусеничные краны, автомобильный кран, автопогрузчики, гусеничные бульдозеры, экскаватор, гусеничный трактор.
| № причала | Специализация     | Длина, м. | Глубина, м. |
| --------- | ----------------- | --------- | ----------- |
| 1         | вспомогательный   | 34,0      | 1,2         |
| 2         | генеральные грузы | 66,0      | 1,5         |
| 3         | уголь             | 85,0      | 1,8         |
| 4         | генеральные грузы | 110,0     | 1,8         |
| 5         | генеральные грузы | 110,0     | 2,0         |
| 6         | навалочные        | 88,0      | 1,8         |